# Dom Carlos
Pour les articles homonymes, voir Don Carlos.
Dom Carlos, parfois orthographié Don Carlos, est une nouvelle historique de César Vichard de Saint-Réal, parue en 1672.

## Contexte
L’auteur s’inspire d’une pièce de Diego Jimenez de Enciso, El principe don Carlos, fidèle aux faits historiques rapportés par Luis Cabrera de Cordoba dans Historia de Felipe II.
Philippe II, roi d’Espagne, demande pour son fils don Carlos la main d’Élisabeth de France, fille d'Henri II et de Catherine de Médicis. Les deux jeunes gens sont favorables à ce mariage. Mais Philippe II change d’avis. Il épouse Élisabeth. Laquelle meurt en couches de son troisième enfant, neuf ans plus tard.
Saint-Réal introduit la folle passion partagée d’Élisabeth et de don Carlos.

## Résumé
Don Carlos et Élisabeth de France s’aiment, mais en secret, afin de déjouer la jalousie du roi, celle de la duchesse d’Eboli, qui aime Dom Carlos, et celle de Dom Juan, qui aime Élisabeth.
Philippe II, apprenant que son fils soutient les révoltés des Pays-Bas, le fait arrêter. Il l’oblige à se suicider, et empoisonne Élisabeth sur le point d’accoucher.

## Analyse
La nouvelle vaut par l’analyse des motivations profondes des personnages, par la sombre peinture des passions, par l’atmosphère étouffante de la cour (que l’on retrouvera dans La Princesse de Clèves, livre que commence madame de La Fayette l’année de la parution de Dom Carlos).
Court livre, dépouillé de récits intermédiaires, d’un ton sobre, il rompt avec la tradition de l’époque.

## Postérité
La nouvelle a beaucoup de succès dès sa parution. Elle inspire à Thomas Otway sa pièce Don Carlos (1676), puis à Schiller (1787) sa propre pièce Don Carlos, qui elle-même sert de trame à Verdi pour son opéra Don Carlos (1867).

### Éditions
- Don Carlos, nouvelle historique 1672, édition critique par André Lebois, Avignon, Edouard Aubanel, 1964.
- Dom Carlos, nouvelle historique, introduction de R. Godenne, Genève, Slatkine Reprints, 1979 (Fac-similé de l'édition de 1672).
- Dom Carlos et autres nouvelles du XVIIe siècle, édition établie par R. Guichemerre, Paris, Gallimard («Folio»), 1995.
- Nouvelles du XVIIe siècle, édition établie par J. Lafond et alii, Paris, Gallimard («Bibliothèque de la Pléiade»), 1997.
- Nouvelles galantes du XVIIe siècle, édition établie par M. Escola, Paris, GF-Flammarion 2004.
- Dom Carlos, nouvelle historique, édition établie par L. Plazenet, Paris, («Livre de Poche»), 2004.

### Études
- Gustave Dulong, L'Abbé de Saint-Réal : étude sur les rapports de l'histoire et du roman au XVIIe siècle, Paris, Champion, 1921, chap. III, p. 115-165.
- Henri Coulet, Le Roman français jusqu'à la Révolution, Paris, Armand Colin, 1967, t. I, p. 239-243. Sur les qualités artistiques de Saint-Réal.